# ربکا اوبراین
ربکا اوبراین (انگلیسی: Rebecca O'Brien؛ زادهٔ ۱۹۵۷ (۶۷–۶۸ سال)) تهیه‌کننده فیلم اهل بریتانیا است.
از فیلم‌هایی که وی در آن‌ها نقش داشته‌است، می‌توان به متأسفیم جا ماندی، اینجانب، دانیل بلیک، تالار جیمی، سهم فرشتگان، مسیر ایرلندی، در جستجوی اریک، بادی که کشتزار جو را تکان می‌دهد، بلیت‌ها، نان و گل‌های سرخ، نام من جو است، بین و زمین و آزادی اشاره نمود.